# Volksbad Flensburg

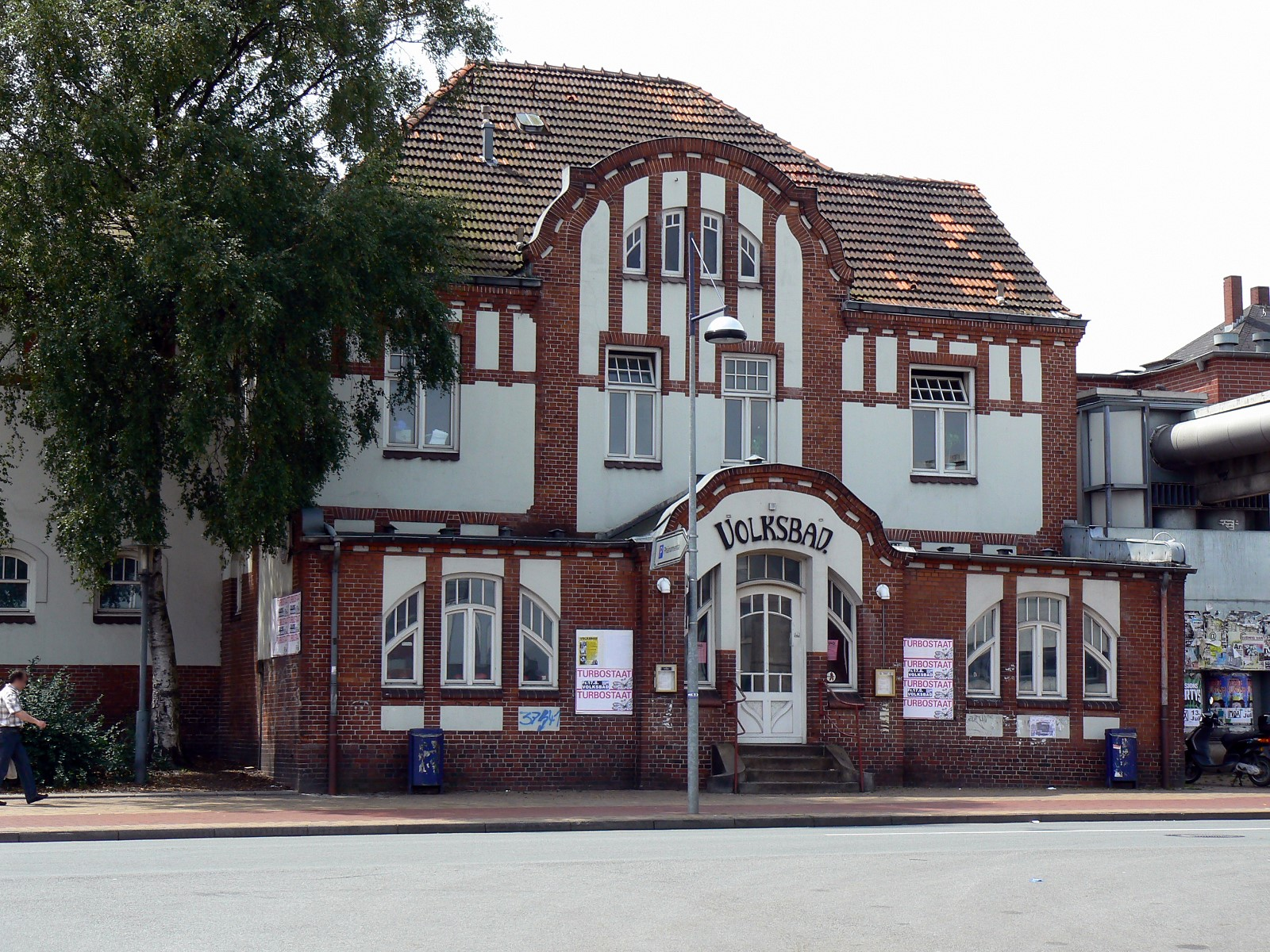
Volksbad in Flensburg (Straßenseite)

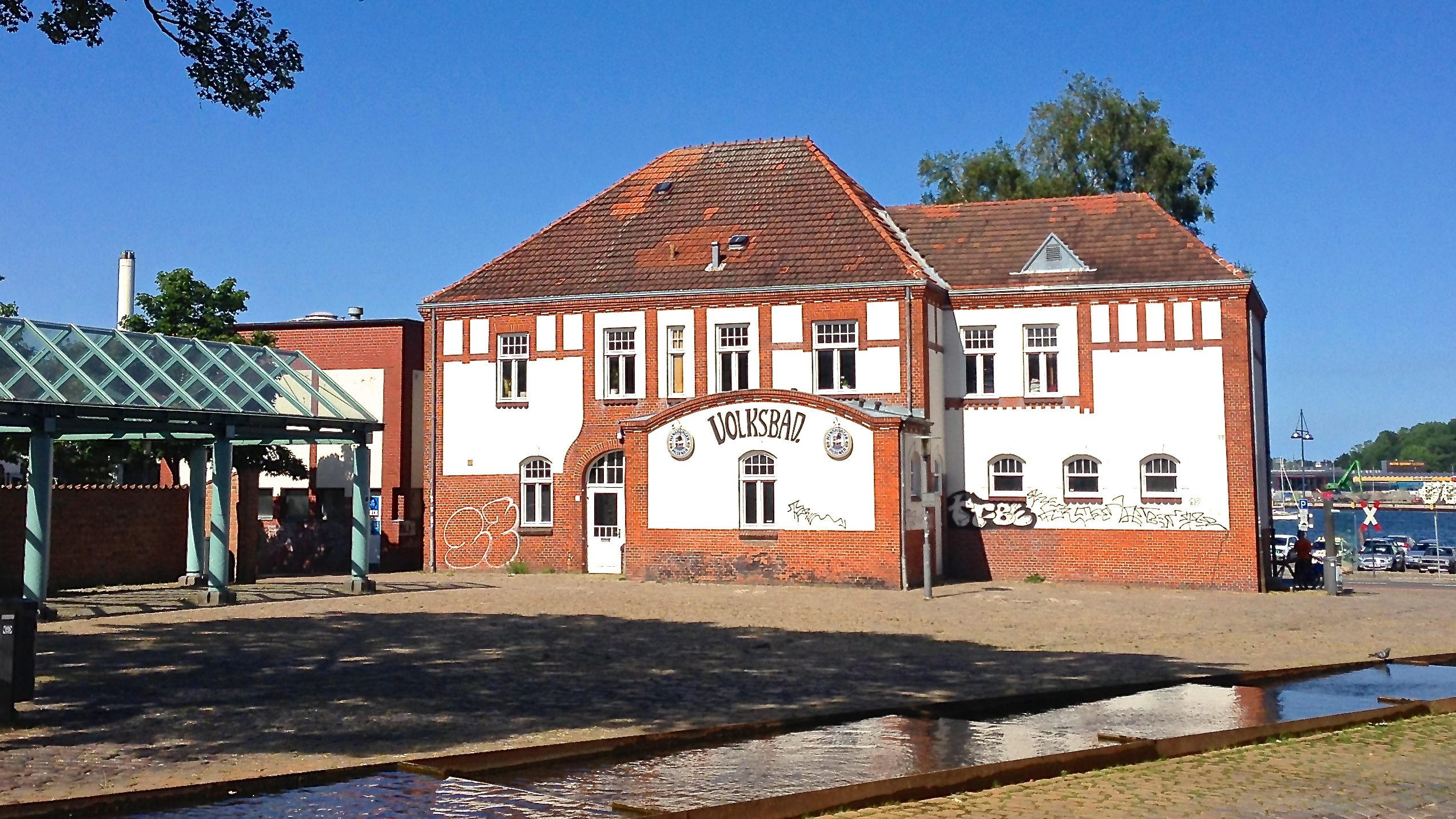
Volksbad in Flensburg (Rückseite)

Das Volksbad (dänisch Folkets bad) in Flensburg ist ein ehemaliges Volksbad im klassischen Sinne, welches im Jahr 1900 an der Straße  Schiffbrücke  67 am Flensburger Hafen nahe dem Nordertor gebaut wurde.
Ursprünglich erfüllte es den Zweck, der Flensburger Bevölkerung als Möglichkeit zur Körperpflege zu dienen. Jedoch verlor das Volksbad im Rahmen der fortschreitenden Industrialisierung und der Stadtmodernisierung seine ursprüngliche Funktion, da immer mehr Wohnungen mit eigenem Badezimmer ausgestattet wurden. Der reguläre Badebetrieb wurde in den 1960er Jahren eingestellt. 
Seit 1981 wird das Gebäude als soziokulturelles Zentrum genutzt, in welchem Konzerte, Partys und Theateraufführungen stattfinden. Unter anderem ist es durch die regelmäßigen Diskoveranstaltungen für gleichgeschlechtlich orientierte Menschen ein Zentrum der norddeutschen Lesben- und Schwulenszene geworden. 
Zwei deutsch-dänische Festivals organisiert das in der Norderstraße ansässige, dänische Kulturzentrum Aktivitetshuset im Volksbad. Seit Anfang der 1990er-Jahre wird zur Weihnachtszeit zum jährlichen Julerock eingeladen, wo  etwa fünf bis acht Lokalmatadoren auftreten. Ebenso veranstaltet dort das Aktivitetshuset seit Mitte der 2000er-Jahre alle ein bis zwei Jahre im Juni den New Stars Contest. Während von den Zuschauern der Publikumspreis für die beste Livemusik ermittelt wird, kürt eine Fachjury einen „neuen Star“.